# فهرست بازی‌های لیگ برتر انگلستان با بیشترین تعداد گل
فهرست بازی‌های لیگ برتر انگلستان با بیشترین تعداد گل از سال ۱۹۹۲ به صورت خلاصه در این مطلب آمده‌است. رکوردار برد در یک بازی با بیشترین اختلاف در اختیار تیم منچستر یونایتد می‌باشد که که در مارس ۱۹۹۵ موفق شد با ۹ گل ایپسویچ تاون را شکست دهد. بیشترین تعداد گل در یک بازی نیز مربوط به بازی تیم‌های پورتسموث و ردینگ می‌باشد که ۱۱ گل داشته‌است.

## لیست بازی‌ها
| تعداد گل | تاریخ           | تیم میزبان                       | نتیجه | تیم میهمان                    | گلزنان | منبع.  |
| -------- | --------------- | -------------------------------- | ----- | ----------------------------- | --- | ------ |
| 11       | ۲۹ سپتامبر ۲۰۰۷ | باشگاه فوتبال پورتسموث           | ۷-۴   | باشگاه فوتبال ردینگ           | Benjani 7', 37', 70', Hreiðarsson 55', نیکو کرانچار ۷۵', Ingimarsson 81' (گل‌به‌خودی), سولی مونتاری ۹۰' (پنالتی) استیون هانت ۴۵', دیو کیتسون ۴۸', شین لونگ ۷۹', سول کمپل ۹۰' (گل‌به‌خودی) | [ ۱ ]  |
| 10       | ۲۹ دسامبر ۲۰۰۷  | باشگاه فوتبال تاتنهام هاتسپر     | ۶–۴   | باشگاه فوتبال ردینگ           | دیمیتار برباتوف 7', 63', 73', 83', Malbranque ۷۶', جرمین دفو 79' Cissé ۱۶', Ingimarsson 53', دیو کیتسون 69', 74'                                                                      | [ ۲ ]  |
| 10       | ۲۲ نوامبر ۲۰۰۹  | باشگاه فوتبال تاتنهام هاتسپر     | ۹–۱   | باشگاه فوتبال ویگان اتلتیک    | پیتر کراوچ ۹', جرمین دفو ۵۱', ۵۴', ۵۸', ۶۹', ۸۷' آرون لنون ۶۴', دیوید بنتلی ۸۸', نیکو کرانچار 90' Scharner 57'                                                                        | [ ۳ ]  |
| 10       | ۲۸ اوت ۲۰۱۱     | باشگاه فوتبال منچستر یونایتد     | ۸–۲   | باشگاه فوتبال آرسنال          | دنی ولبک ۲۲', اشلی یانگ ۲۸', ۹۰+۱', وین رونی ۴۱', ۶۴', ۸۲' (پنالتی), نانی ۶۷', پارک جی سونگ 70' تئو والکات ۴۵+۳', رابین فن پرسی 74'                                                   | [ ۴ ]  |
| 10       | ۲۹ دسامبر ۲۰۱۲  | باشگاه فوتبال آرسنال             | ۷–۳   | باشگاه فوتبال نیوکاسل یونایتد | تئو والکات ۲۰', ۷۳', ۹۰+۲', الکس اکسلید-چمبرلین ۵۰', لوکاس پودولسکی ۶۴', الیویه ژیرو 84', 87' دمبا با ۴۳', ۶۹', سیلوین ماروو 59'                                                      | [ ۵ ]  |
| 10       | ۱۹ مه ۲۰۱۳      | باشگاه فوتبال وست برومویچ آلبیون | ۵–۵   | باشگاه فوتبال منچستر یونایتد  | جیمز موریسون (بازیکن فوتبال) ۴۰', روملو لوکاکو 50', 81', 86', Mulumbu 81' شینجی کاگاوا ۶', یوناس اولسون 9' (o.g.), الکساندر بوتنر ۳۰', رابین فن پرسی ۵۳', خاویر ارناندس 63'           | [ ۶ ]  |
| 9        | ۹ آوریل ۱۹۹۴    | باشگاه فوتبال نوریچ سیتی         | ۴–۵   | باشگاه فوتبال ساوت‌همپتون      | مارک روبینز 37', Goss ۴۹', کریس ساتن ۵۶', ۶۴', رابرت آلثورن ۴۴' (گل‌به‌خودی) متیو لو تیسیه ۵۸', ۶۳' (پنالتی), ۷۳', کنت مونکو 90'                                                        | [ ۷ ]  |
| 9        | ۴ مارس ۱۹۹۵     | باشگاه فوتبال منچستر یونایتد     | ۹–۰   | باشگاه فوتبال ایپسویچ تاون    | روی کین ۱۵', اندرو کول ۱۹', ۳۷', ۵۳', ۶۵', ۸۷', مارک هیوز ۵۵', ۵۹', پل اینس 72' – | [ ۸ ]  |
| 9        | ۲۶ اکتبر ۱۹۹۶   | باشگاه فوتبال ساوت‌همپتون         | 6–3   | باشگاه فوتبال منچستر یونایتد  | ایال برکوویچ ۶', ۶۳', متیو لو تیسیه ۳۴', اگیل اوستنستاد ۴۵', ۸۵', فیل نویل ۹۰' (گل‌به‌خودی) دیوید بکام ۴۱', دیوید می ۵۶', پل اسکولز 89'                                                 | [ ۹ ]  |
| 9        | ۲۶ اوت ۱۹۹۷     | باشگاه فوتبال بلکبرن روورز       | ۷–۲   | باشگاه فوتبال شفیلد ونزدی     | کوین گالاکر 2', 7', Hyde ۱۰' (گل‌به‌خودی), جیسن ویلکاکس ۲۰', کریس ساتن ۲۴', ۷۴', لارس بوهینن 53' Carbone 8', 47'                                                                        | [ ۱۰ ] |
| 9        | ۶ فوریه ۱۹۹۹    | باشگاه فوتبال ناتینگهام فارست    | ۱–۸   | باشگاه فوتبال منچستر یونایتد  | Rogers 6' دوایت یورک ۲', ۶۷', اندرو کول ۷', ۵۰', اوله گونر سولشیر 80', 88', 90', 90'                                                                                                  | [ ۱۱ ] |
| 9        | ۱۲ فوریه ۲۰۰۰   | باشگاه فوتبال وستهام یونایتد     | 5–4   | باشگاه فوتبال برادفورد سیتی   | تروور سینکلر 35', Moncur ۴۳', پائولو دی کانیو ۶۵' (پنالتی), جو کول ۷۰', فرانک لمپارد 83' Windass 30', Beagrie 44' (پنالتی), Lawrence 47', 51'                                         | [ ۱۲ ] |
| 9        | ۱۱ مارس ۲۰۰۰    | باشگاه فوتبال تاتنهام هاتسپر     | 7–2   | باشگاه فوتبال ساوت‌همپتون      | دین ریچاردز (بازیکن فوتبال) 28' (o.g.), درن اندرتون 39', Armstrong ۴۱', ۶۴', استفن ایورسون 45', 78', 90' Tessem 26', طاهر الخالج 33'                                                  | [ ۱۳ ] |
| 9        | ۱۳ نوامبر ۲۰۰۴  | باشگاه فوتبال تاتنهام هاتسپر     | 4–5   | باشگاه فوتبال آرسنال          | نورالدین نیبت ۳۷', جرمین دفو ۶۱', لدلی کینگ ۷۴', فردریک کانوته 88' تیری آنری ۴۵', لورن اتامه مایر ۵۵' (پنالتی), پاتریک ویرا ۶۰', فردریک لیونبرگ ۶۹', رابرت پیرس 81'                   | [ ۱۴ ] |
| 9        | ۱۱ مه ۲۰۰۸      | باشگاه فوتبال میدلزبرو           | 8–1   | باشگاه فوتبال منچستر سیتی     | استوارت داونینگ ۱۶' (پنالتی), ۵۸' آفونسو آلوز ۳۷', ۶۰, ۹۰', آدام جانسون (بازیکن فوتبال) ۷۰', فابیو روچمباک ۸۰', ژرمی آلیادیره 85' الانو (بازیکن فوتبال) 87'                           | [ ۱۵ ] |
| 9        | ۱۶ ژانویه ۲۰۱۰  | باشگاه فوتبال چلسی               | 7–2   | باشگاه فوتبال ساندرلند        | نیکولا آنلکا ۸', ۶۵', فلورن مالودا ۱۷', اشلی کول ۲۲', فرانک لمپارد ۳۴', ۹۰', میشائل بالاک 52' بودوین زندن ۵۶', درن بنت 90'                                                            | [ ۱۶ ] |
| 9        | ۱۴ دسامبر ۲۰۱۳  | باشگاه فوتبال منچستر سیتی        | 6–3   | باشگاه فوتبال آرسنال          | سرخیو آگوئرو ۱۴', آلوارو نگردو ۳۹', فرناندینیو (بازیکن فوتبال) ۵۰', ۸۸', داوید سیلوا ۶۶', یحیی توره 90' تئو والکات ۳۱', ۶۳', پر مرته‌ساکر 90'                                          | [ ۱۷ ] |
| 9        | ۲۲ مارس ۲۰۱۴    | باشگاه فوتبال کاردیف سیتی        | 3–6   | باشگاه فوتبال لیورپول         | جردن ماچ ۹', ۸۸', فریزر کمپل 25' لوییس سوارز ۱۶', ۶۰', ۹۰', مارتین اشکرتل ۴۱', ۵۴', دنیل استوریج 75'                                                                                  | [ ۱۸ ] |
| 9        | ۳۰ اوت ۲۰۱۴     | باشگاه فوتبال اورتون             | 3–6   | باشگاه فوتبال چلسی            | کوین میرالاس ۴۵', استیون نیسمیث ۶۹', ساموئل اتوئو 76' دیگو کوستا ۱', ۹۰', برانیسلاو ایوانوویچ ۳', شیموس کولمن ۶۷' (گل‌به‌خودی), نمانیا ماتیچ ۷۴', رامیرس 77'                            | [ ۱۹ ] |
| 9        | ۲۳ ژانویه ۲۰۱۶  | باشگاه فوتبال نوریچ سیتی         | 4–5   | باشگاه فوتبال لیورپول         | Mbokani 29', استیون نیسمیث ۴۱' وس هولاهان ۵۴' (پنالتی), سباستین باسانگ 90+2' روبرتو فیرمینو ۱۸', ۶۳', جوردن هندرسون ۵۵', جیمز میلنر ۷۵', آدام لالانا 90+5'                            | [ ۲۰ ] |
| 9        | ۲۶ نوامبر ۲۰۱۶  | باشگاه فوتبال سوانزی سیتی        | 5–4   | باشگاه فوتبال کریستال پالاس   | گیلوی سیگرسون ۳۶', لروی فر ۶۶', ۶۸', فرناندو یورنته 90+1', 90+3' ویلفرد زاها ۱۹', جیمز تامکینز (بازیکن فوتبال) ۷۵', جک کورک ۸۲' (گل‌به‌خودی), کریستین بنتک 84'                          | [ ۲۱ ] |
| 9        | ۴ فوریه ۲۰۱۷    | باشگاه فوتبال اورتون             | 6–3   | باشگاه فوتبال ای‌اف‌سی بورنموث  | روملو لوکاکو ۱', ۲۹', ۸۳', ۸۴', جیمز مک‌کارتی ۲۴', راس بارکلی 90+4' جاشوا کینگ ۵۹', ۷۰', هری آرتر 90'                                                                                  | [ ۲۲ ] |
| 9        | 14 October 2017 | باشگاه فوتبال منچستر سیتی        | 7–2   | باشگاه فوتبال استوک سیتی      | گابریل ژسوس ۱۷', ۵۵', رحیم استرلینگ ۱۹', داوید سیلوا ۲۷', فرناندینیو (بازیکن فوتبال) ۶۰', لروی زانه ۶۲', برناردو سیلوا 79' مامه بیرام دیوف ۴۴', کایل واکر ۴۷' (گل‌به‌خودی)              | [ ۲۳ ] |
| 9        | 13 May 2018     | باشگاه فوتبال تاتنهام هاتسپر     | 5–4   | باشگاه فوتبال لستر سیتی       | هری کین ۷', ۷۶', اریک لاملا ۴۹', ۶۰', کریستین فوکس ۵۳' (گل‌به‌خودی) جیمی واردی ۴', ۷۳', ریاض محرز ۱۶', کلچی ایهیناچو 47'                                                                | [ ۲۴ ] |